# 코디고 포스탈
《코디고 포스탈》(스페인어: Código postal)은 2006년 방영된 멕시코의 텔레노벨라이다.